# M134 Minigun
M134 là loại súng máy hiện đại có 6 nòng xoay, có cấu tạo đặc biệt so với các loại súng máy nói riêng và súng nói chung. M134 còn được gọi là Minigun hoặc súng Gatling hay súng nòng xoay. Súng có tốc độ bắn cao (trên 4000 viên/phút) nhờ vào một động cơ điện gắn trực tiếp trên súng. Mặc dù là một vũ khí cầm tay, M134 có sức công phá rất khủng khiếp, ngoài khả năng bắn hạ bộ binh, súng còn có thể tiêu diệt được xe bọc thép hạng nhẹ, chiến hạm nhỏ, trực thăng, phá hủy công sự và máy móc.

## Lịch sử

### "Gatling tay quay"

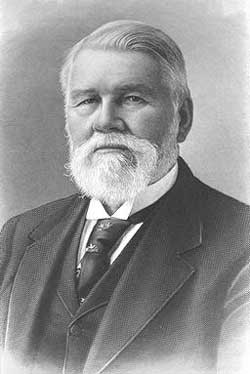
Richard Jordan Gatling (1818 - 1903)

Tiền thân của khẩu M134 ngày nay là một loại "súng máy" do tiến sĩ khoa học quân sự Richard Jordan Gatling sáng chế, thường được sử dụng từ năm 1862 trong những trận chiến cao bồi, Nội chiến Hoa Kỳ khi đó nó chỉ được quay tay thay vì sử dụng một động cơ như hiện nay.
Súng Gatling được sử dụng khá phổ biến nhưng rồi nó cũng nhanh chóng bộc lộ những nhược điểm: cồng kềnh, nặng nề, độ chính xác bắn kém, thao tác phiền phức và nhất là tốc độ bắn không cao do phụ thuộc vào sức quay của xạ thủ, thường chỉ khoảng 200-300 phát/phút. Gatling cũng đã tìm cách gắn động cơ điện cho súng thay cho sức người, nhưng điều kiện kỹ thuật chưa tìm ra giải pháp đồng bộ hóa tốc độ quay của cụm nòng súng với khóa nòng nạp đạn nên không khắc phục triệt để những nhược điểm của súng. Khi người ta tìm ra những nguyên lý thiết kế mới phù hợp hơn cho súng tự động, súng Gatling dần dần đi vào quên lãng.

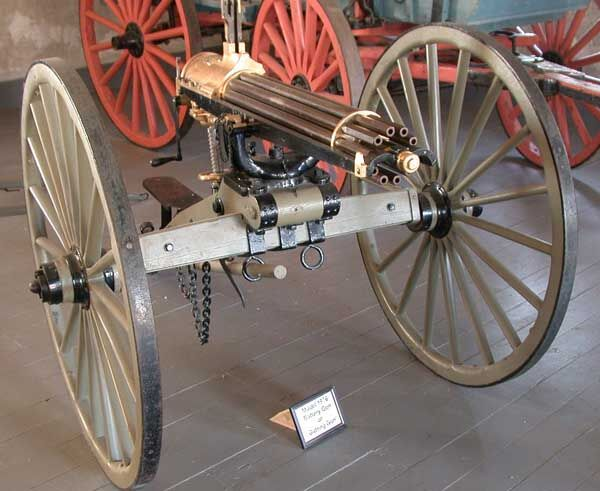
Tiền thân của súng M134 với hệ thống phát hoả bằng tay quay

### Nâng cấp
Cuối Chiến tranh thế giới thứ hai, với sự phát triển của động cơ phản lực, các máy bay phản lực thử nhiệm đã đạt được tốc độ cao chưa từng thấy, việc bắn trúng các mục tiêu bay trở nên rất khó khăn. Lúc này, quân đội Mỹ muốn có một thứ vũ khí có tần suất bắn cao nhưng phải đáng tin cậy. Để trả lời cho bài toán này, công ty General Electric (GE) của Mỹ đã phục hồi lại ý tưởng về súng nhiều nòng của Richard Jordan Gatling. Súng nòng quay Gatling đòi hỏi một nguồn ngoại lực để quay các nòng súng liên tục. Thế hệ động cơ phản lực máy bay mới hứa hẹn cung cấp đủ điện năng để vận hành súng và đảm bảo độ tin cậy hơn loại vũ khí nạp đạn và điểm hỏa tự động bằng nguyên tắc trích khí. Tuy tần suất bắn của mỗi nòng thấp hơn súng một nòng nhưng tổng tần suất bắn của 6 nòng súng cộng lại sẽ cho tần suất bắn thực tế cao hơn.
Năm 1946, quân đội Mỹ đưa ra một hợp đồng với GE cho "dự án Hỏa thần", thử nghiệm loại súng 6 nòng có thể bắn 6000 viên đạn 20 mm trong 1 phút. Mẫu thử nghiệm T-171 đã được bắn thí điểm vào năm 1949 nhưng chưa thật hoàn thiện. Súng "Hỏa thần" (tiền thân thứ hai của M134) gặp vấn đề với đai nối đạn, thường bị nghiêng và bị dập khi bắn, hệ thống nạp đạn không có đai nối được phát triển. Năm 1956, để phát triển một vũ khí đáng tin cậy, tốc độ bắn cao mà hiệu quả, General Electric đã tái thiết kế súng máy 20 mm M61 Vulcan thành loại súng mới sử dụng đạn 7,62x51mm tiêu chuẩn NATO. Dự án đạt kết quả tốt và loại súng này được chế tạo hàng loạt. Tốc độ bắn của súng có thể đạt 4.000 phát/phút mà nòng súng không bị nóng, bảo đảm hoạt động liên tục cho đến khi hết đạn. Trong thử nghiệm, súng đạt được tốc độ bắn 6000 phát/phút, nhưng sau này đã được hạ xuống còn 4.000 phát/phút do chưa tìm được giải pháp làm nguội nòng súng. Sau đó, nhờ ứng dụng thành tựu của công nghệ hợp kim tỏa nhiệt nhanh, đồng thời phát triển hệ thống làm mát cho súng nên M134 đạt được tốc độ 6000 phát/phút.

### Chiến tranh Việt Nam

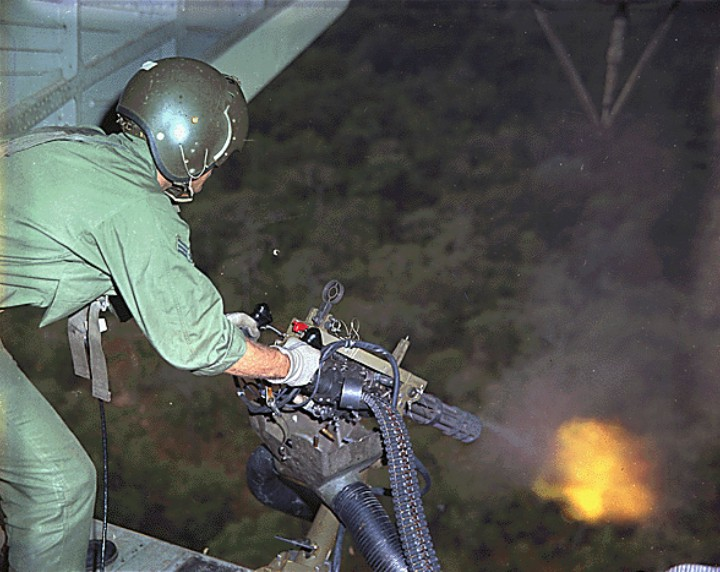
Lính Mỹ và M134 trong chiến trường miền Nam Việt Nam năm 1968

Thập niên năm 1960, Mỹ đưa M134 vào Chiến tranh Việt Nam để trợ lực cho Quân lực Việt Nam Cộng hòa. M134 có khả năng bố ráp quân Mặt trận Dân tộc Giải phóng miền Nam Việt Nam ẩn nấp trong các khu rừng và tiêu diệt nhiều quân địch. Về sau súng còn được đưa lên máy bay vận tải C-47 cùng với một số loại vũ khí khác tạo thành một loại "tàu chiến bay" có tên là Hỏa long AC-47 (Puff the Magic Dragon), hay còn có tên khác là Snoopy (con ma) - chuyên yểm trợ hỏa lực cho bộ binh và sục sạo chống du kích. Với tốc độ bắn khủng khiếp, loại súng này mỗi khi phát hỏa là tạo thành một "núi lửa" nhỏ đúng như tên gọi của nó, Vulcan.
Từ năm 1964 tới năm 1969 máy bay AC-47 đã tiến hành thành công 3926 phi vụ yểm trợ trên chiến trường Việt Nam, bắn 97 triệu viên đạn, diệt 5300 quân đối phương. Tuy nhiên, như nhiều vũ khí tân kỳ khác, AC-47 cũng không thoát khỏi sự đánh trả của quân giải phóng, 15 trên tổng số 53 chiếc đã bị hạ trong thời gian từ tháng 11 năm 1965 đến tháng 9 năm 1969 .
Sư đoàn Không quân số 4, số 5 của Mỹ chiến đấu tại chiến trường Việt Nam, được mệnh danh là Rồng Thiêng và Spooky (Con ma) có chiến thuật chiến đấu như sau: Bắt đầu đợt tấn công bằng một quả pháo sáng để chiếu sáng mục tiêu, sau đó lượn vòng, thường là theo cặp rồi nã hàng loạt đạn vào đối phương, tạo nên những ngọn lửa bốc lên như Rồng Thiêng phun lửa, buộc những người lính quân Giải phóng kiên cường nhất cũng phải thối lui.
Trực thăng UH-1H (được Mỹ đưa vào chiến trường Việt Nam từ tháng 4/1969) trang bị 2 giàn hỏa tiễn (rocket), 2 khẩu Minigun 7.62mm và 3 trái đạn pháo sáng. Như vậy, nó có thể thực hiện ít nhất 3 đợt tấn công trong khoảng thời gian kéo dài đến 90 phút, đồng thời chi viện hỏa lực cho quân đổ bộ bằng đường không.
Tại miền Bắc, ngay từ những ngày đầu của cuộc chiến tranh phá hoại lần thứ nhất (1965-1968), Không lực Hoa Kỳ đã gắn loại súng máy này trên các máy bay tiêm kích - bom F-105, F-4 (C, D, E) của không quân; A-4, A-7 của hải quân để đối phó với hỏa lực phòng không mặt đất và không quân Quân đội nhân dân Việt Nam .

## Cấu tạo
M134 có cấu tạo phức tạp, bên trong có gắn một động cơ chạy điện có tác dụng làm xoay nòng súng đồng thời đẩy đạn lên nòng, đập kíp nổ. Cấu tạo súng Gatling gồm cụm nòng có nhiều nòng ghép với nhau như bó đũa, ở giữa có một trục quay, phía sau cụm nòng là cụm khoá nòng có số khoá nòng tương ứng với số nòng, súng cũng có cơ cấu nạp đạn, cơ cấu phát hỏa và cơ cấu truyền lực để tạo chuyển động cho súng. Cụm nòng và cụm khoá nòng có thể quay tương đối với nhau. Nòng súng cũng được cấu tạo đặc biệt, gồm 6 ống thép dài 558.8 li, được nối với một mâm cặp chuyển động nhờ hệ thống truyền động nối với động cơ. Nhờ có động cơ điện, M134 có tốc độ bắn cực kỳ cao, khoảng 6000 viên đạn một phút .
Khi hoạt động, cụm nòng quay quanh trục, khi nòng thứ nhất tới vị trí nạp đạn, một viên đạn sẽ được đưa vào nòng, cụm nòng tiếp tục quay, đưa nòng thứ nhất tới vị trí đóng khoá nòng, sau đó tới vị trí phát hỏa để thực hiện phát bắn, tới vị trí mở khoá để hất vỏ đạn ra ngoài... Như vậy, cứ hết một vòng quay thì nòng súng bắn được một viên đạn, tốc độ vòng quay càng lớn thì tốc độ bắn càng lớn. Mặt khác, cụm nòng gồm có nhiều nòng nên tốc độ bắn tỉ lệ với số nòng. Trong khi nòng thứ nhất đang bắn thì nòng thứ hai đóng khoá, nòng thứ ba nạp đạn, nòng thứ tư hất vỏ đạn... các nòng súng lần lượt được phát hỏa một cách tuần hoàn. Giả sử mỗi giây quay được một vòng (60 vòng/phút) và súng có 6 nòng thì tốc độ bắn sẽ là 360 phát/phút. Để thực hiện bắn tự động với tốc độ lớn, các cơ cấu của súng như khoá nòng, tiếp đạn, phát hỏa... được liên kết với nhau thông qua các khâu truyền chuyển động đảm bảo sự làm việc liên tục, nhịp nhàng, đồng bộ.
Súng Gatling dùng năng lượng của động cơ điện gắn ngoài, ngoài động cơ chính cho súng còn có thể có thêm một vài động cơ phụ để tải băng đạn . Súng có thể hoạt động liên tục không gián đoạn vì nếu chẳng may có một viên đạn lép, một nòng không bắn được thì các nòng súng khác vẫn bắn bình thường và theo chu kỳ quay của súng, viên đạn lép sẽ được hất ra ngoài. Đây là lợi điểm rất quan trọng vì đối với các súng tự động một nòng thông thường, khi gặp viên đạn lép súng sẽ ngừng bắn và xạ thủ sẽ phải thao tác lên đạn lại. Điều này không những làm lỡ thời cơ chiến đấu mà không dễ thực hiện vì các loại súng trên các phương tiện chiến đấu thường đặt cách xa xạ thủ .

### Cụm nòng súng

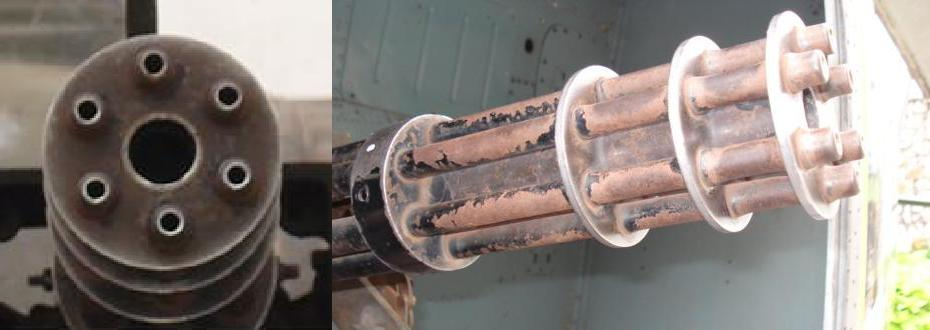
Cụm nòng M134

### Hộp đạn và đạn

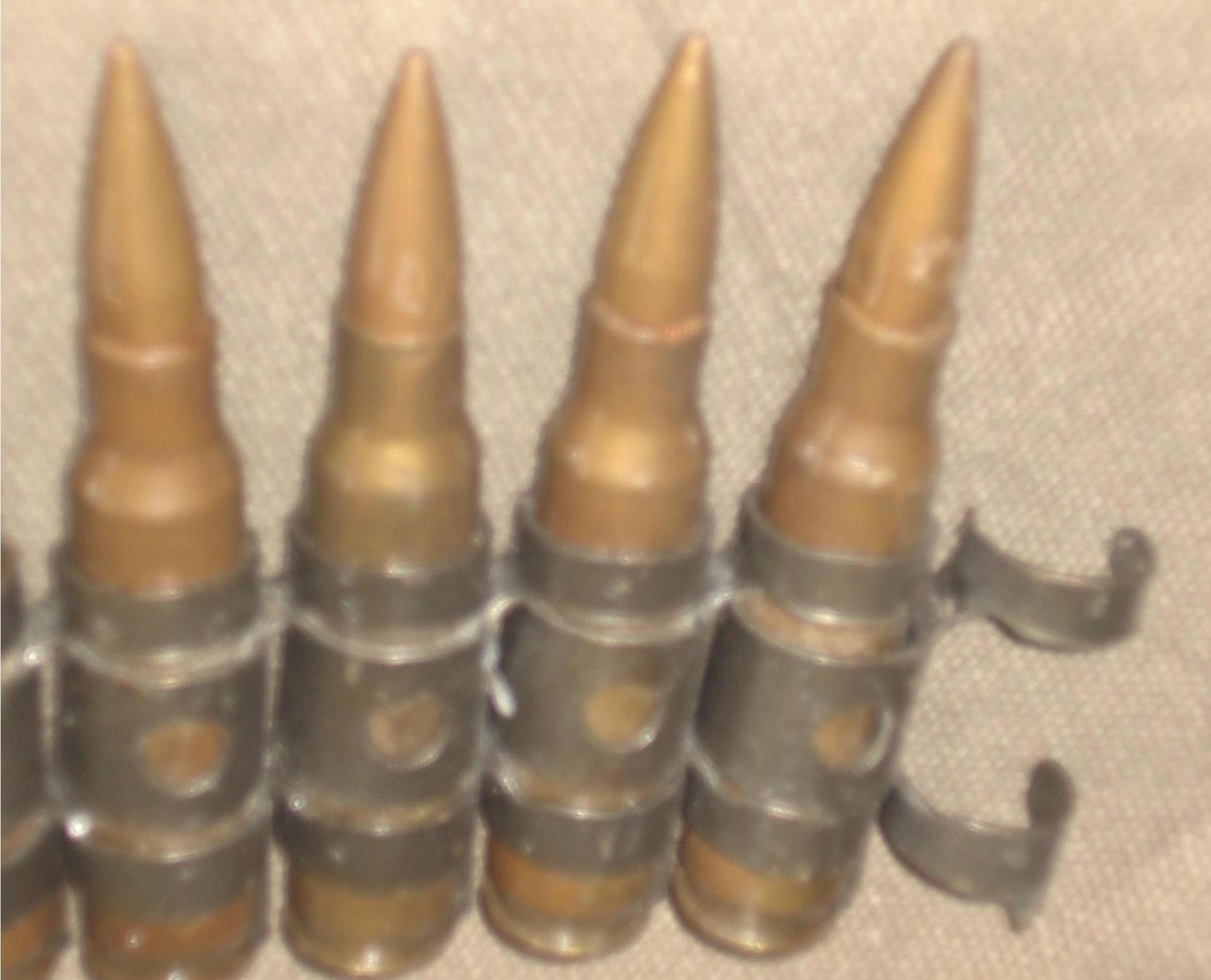
Băng đạn của M134

## Ứng dụng

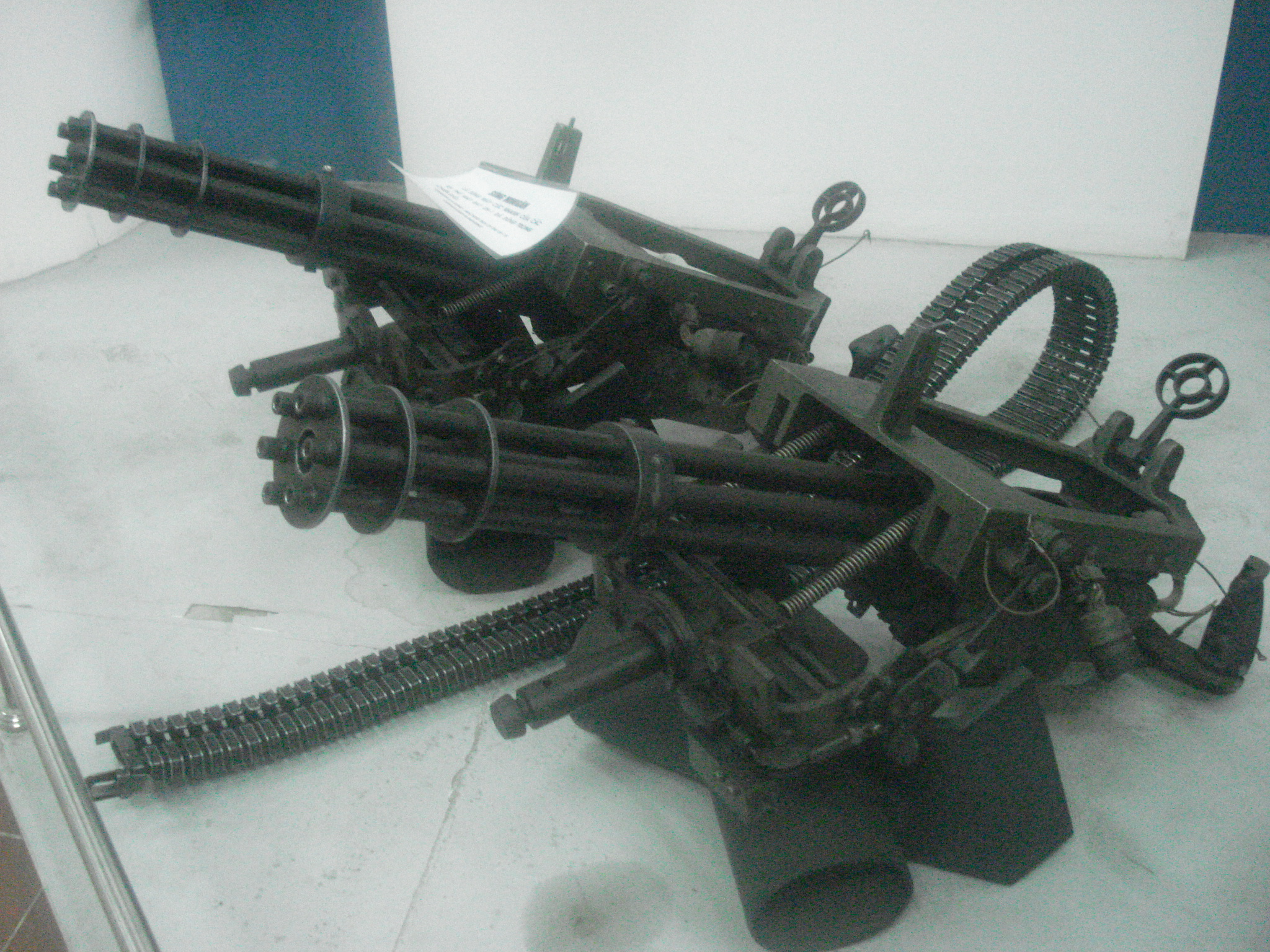
Hai khẩu Minigun chiến lợi phẩm được trưng bày tại Bảo tàng phòng không-không quân Hà Nội

### Trong Quân đội

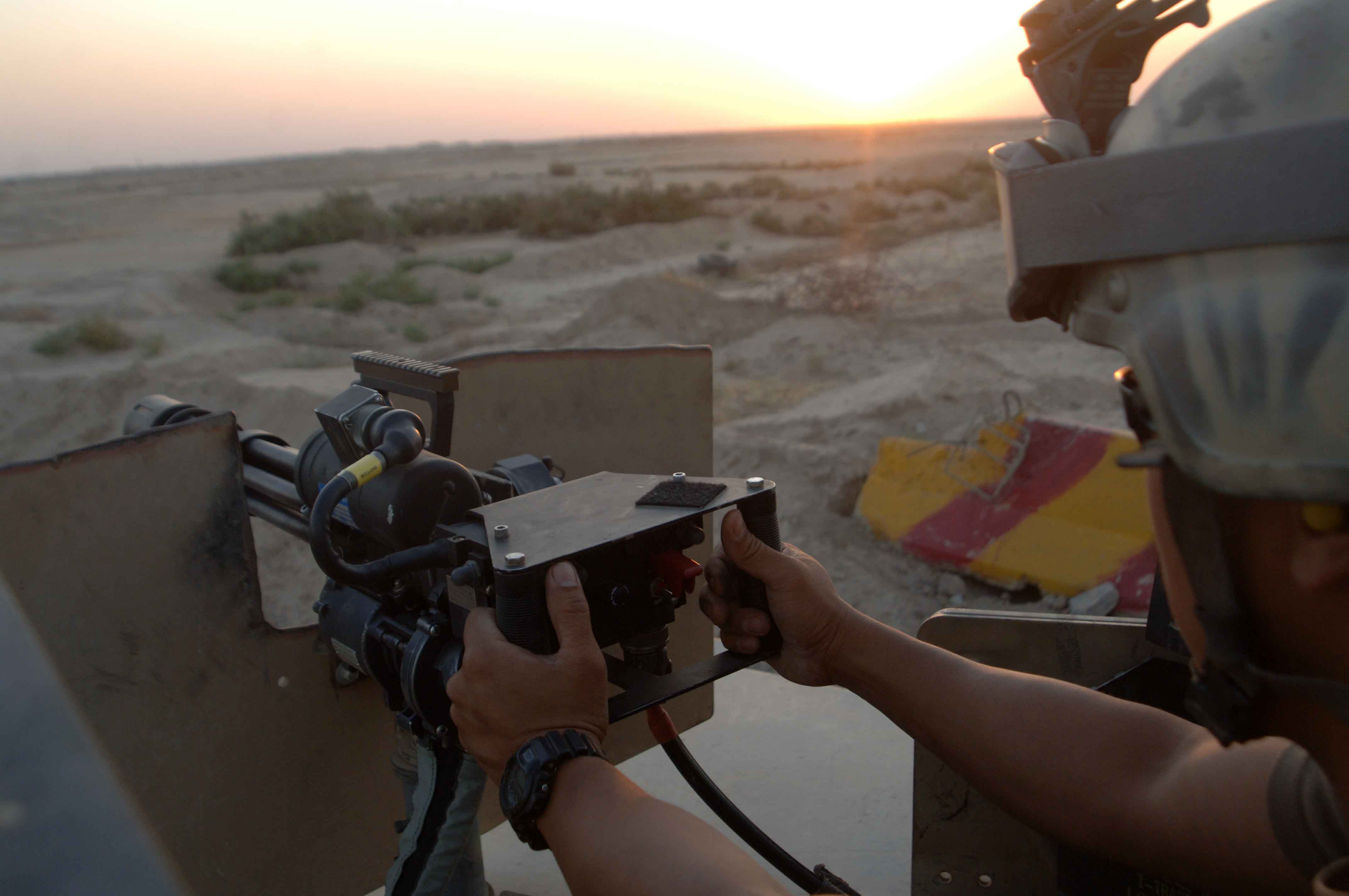
Một lính Mỹ đang tập trận với MK-44, một xe cơ giới có trang bị M134

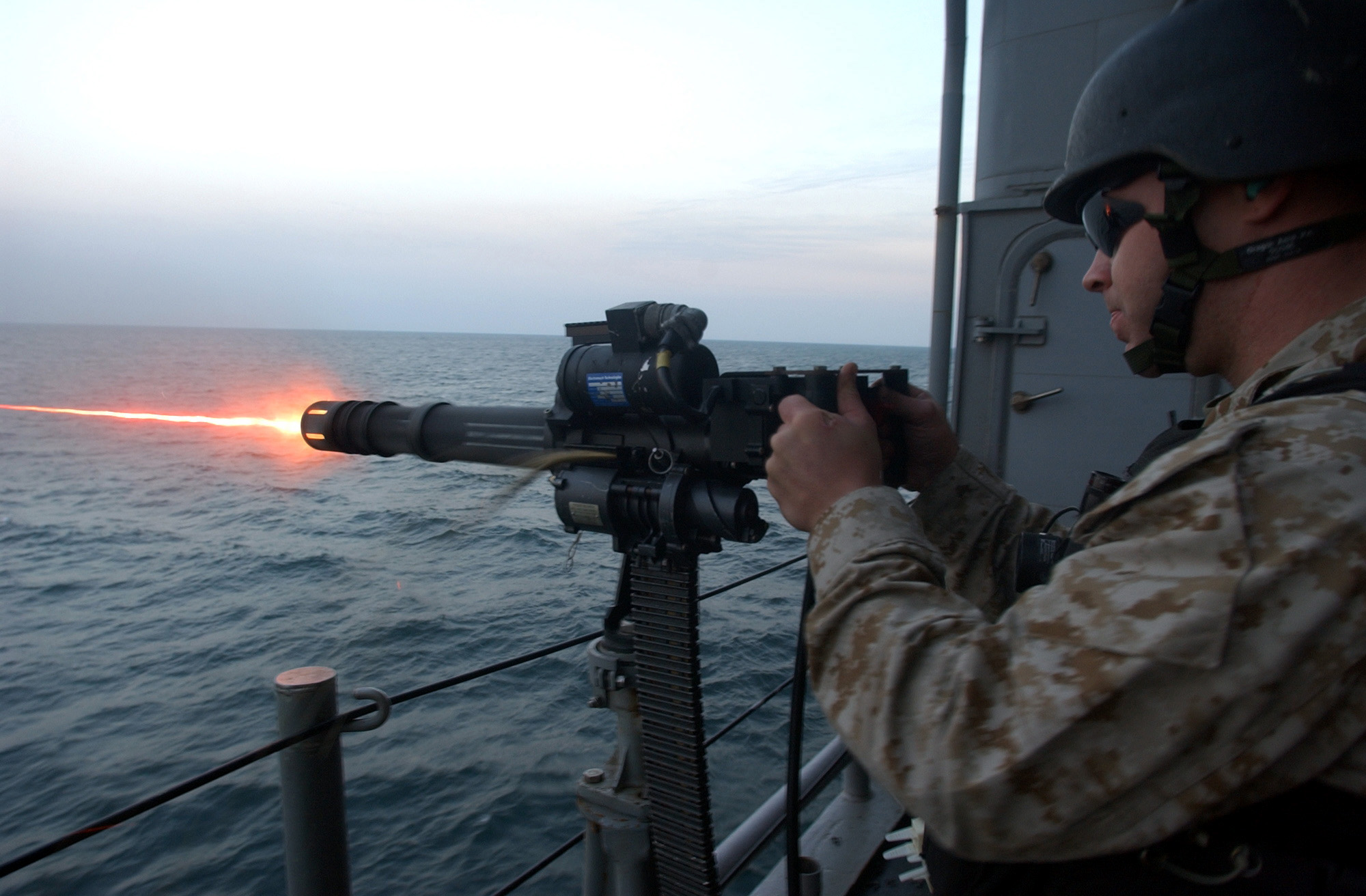
M134 phát hỏa từ chiến hạm Mỹ

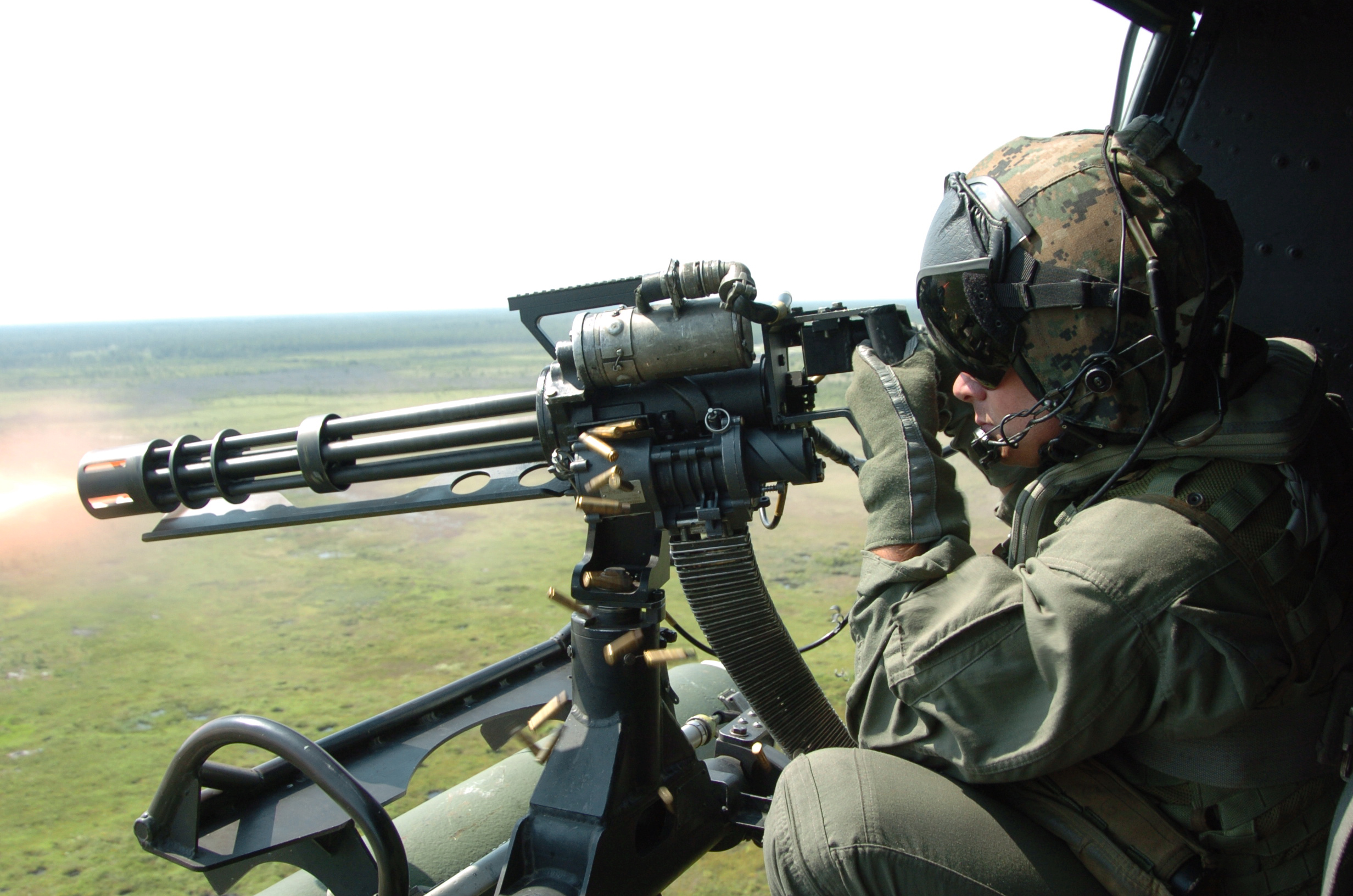
Xạ thủ M134 trên trực thăng

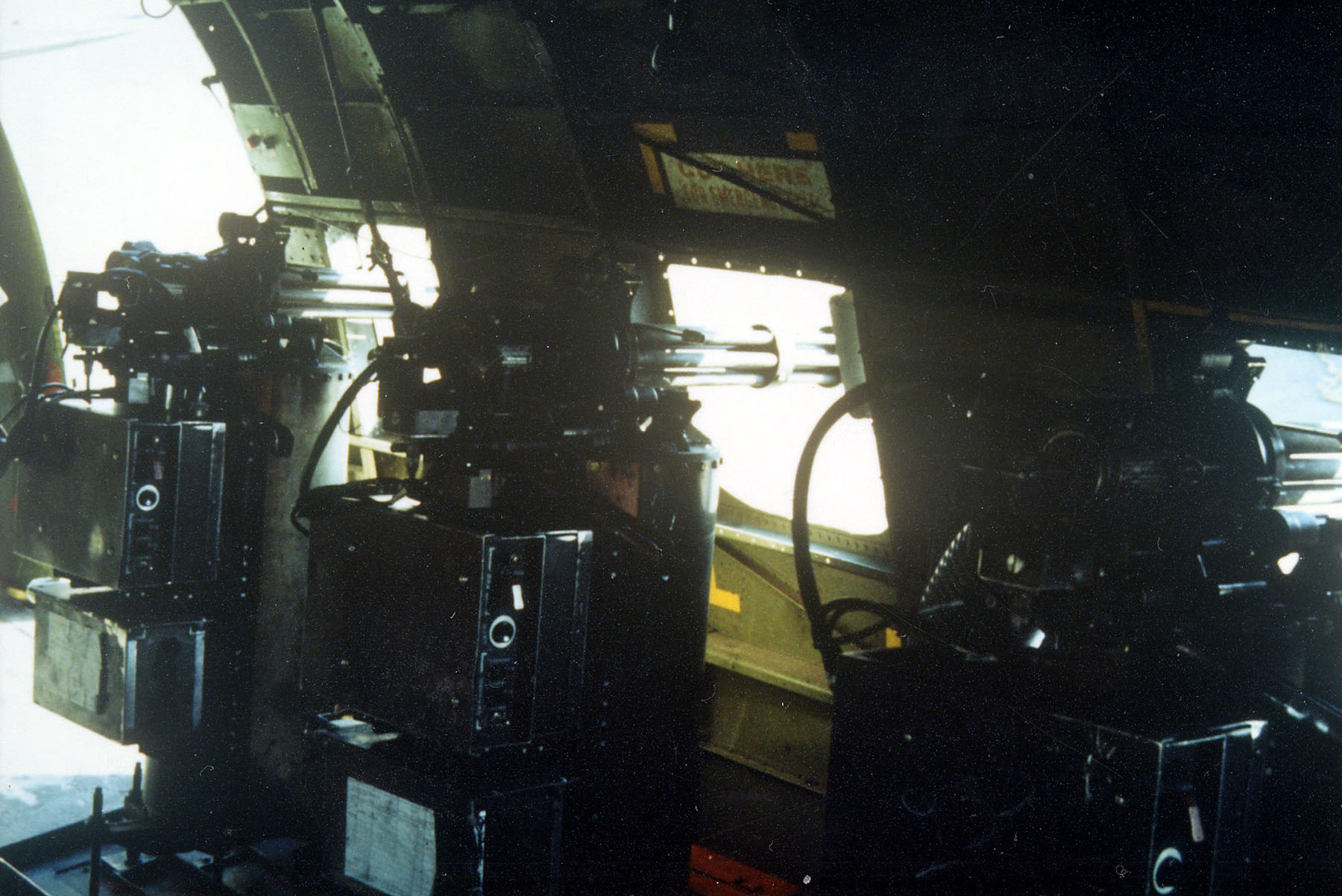
Hàng M134D trên máy bay Snoopy được điều khiển bằng cơ khí tự động

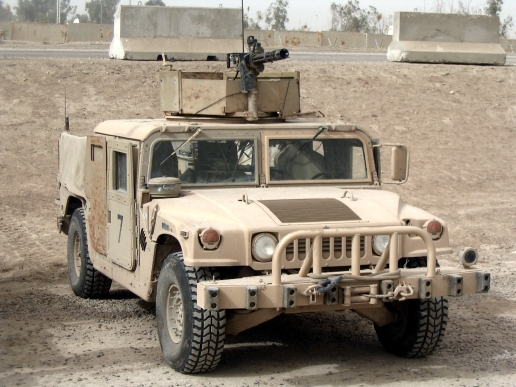
Xe cơ giới Hummer V có trang bị Gatling Gun

### Vỏ và thân súng
Vỏ và thân súng được làm bằng thép, đôi khi được chế tạo bằng hợp kim titan để tăng độ bền và giảm sức nặng. Nó là phần cố định, dùng để lắp ráp các phụ kiện khác vào và giữ nhiệm vụ bảo vệ các chi tiết khỏi sự ảnh hưởng của các tác nhân oxy hóa. Khối lượng của nó tùy thuộc vào chất liệu, đối với thép là 1.85 kg, nhưng nếu thay bằng hợp kim titan sẽ giảm đi 0.9 kg, tức là chỉ còn 0.98 kg .